# Giroussens
Giroussens (en occitan Girocens) est une commune française dans le département du Tarn, en région Occitanie. Sur le plan historique et culturel, la commune est dans le Gaillacois, un pays qui doit sa notoriété à la qualité de ses vins.
Exposée à un climat océanique altéré, elle est drainée par l'Agout, le Dadou, le Rieu Vergnet, le Ruisseau de Sézy, le ruisseau de Ginibré, le ruisseau de la Boutié, le ruisseau Tort et par divers autres petits cours d'eau. La commune possède un patrimoine naturel remarquable : un site Natura 2000 (Les « vallées du Tarn, de l'Aveyron, du Viaur, de l'Agout et du Gijou ») et deux zones naturelles d'intérêt écologique, faunistique et floristique.
Giroussens est une commune rurale qui compte 1 543 habitants en 2022.  Elle fait partie de l'aire d'attraction de Toulouse. Ses habitants sont appelés les Giroussinais ou  Giroussinaises.
La commune est réputée pour sa production de terre cuite peinte et vernissée au plomb.

## Géographie

### Localisation
Le village est situé dans l'Albigeois sur un promontoire au-dessus de la vallée de l'Agout entre Lavaur, Graulhet et Saint-Sulpice à 40 km au nord-est de Toulouse.

### Communes limitrophes
Giroussens est limitrophe de six autres communes.
Les communes limitrophes sont  Ambres, Coufouleux, Loupiac, Parisot, Saint-Gauzens, Saint-Jean-de-Rives et Saint-Lieux-lès-Lavaur.
| Coufouleux             |                     | Parisot       |
| Saint-Lieux-lès-Lavaur | Giroussens          | Saint-Gauzens |
|                        | Saint-Jean-de-Rives | Ambres        |

Au nord, Loupiac n'est qu'à une cinquantaine de mètres du territoire communal.

### Hameaux et lieux-dits
Le Pepil, la Veyrière, Saint-Anatole, les Galiniers, la Pelforte, Catalo, les Perrières, les Martels, Ganapi, Baylessac-bas, la Janille, les Prades.

### Géologie et relief
La superficie de la commune est de 4 167 hectares ; son altitude varie de 95  à   272 mètres.

### Voies de communication et transports
Accès par la route départementale no 12 qui se raccorde sur l'autoroute A68 au niveau de l'échangeur no 7 (Rabastens). Des dessertes locales sont assurées par les RD 631 qui relie Graulhet à  Saint-Sulpice, RD 38 vers Parisot et RD 48 vers Saint-Lieux-lès-Lavaur et Saint-Jean-de-Rives.
La ligne 710 du réseau régional liO assure la desserte de la commune, en la reliant à Gaillac et à Lavaur.

### Hydrographie
La commune est dans le bassin de la Garonne, au sein du bassin hydrographique Adour-Garonne. Elle est drainée par l'Agout, le Dadou, le Rieu Vergnet, le ruisseau de Sézy, le ruisseau de Ginibré, le ruisseau de la Boutié, le ruisseau Tort, Riou Blanc, le ruisseau de Fontgrave, le ruisseau de Minique, le ruisseau de Naugrande et par divers petits cours d'eau, qui constituent un réseau hydrographique de 43 km de longueur totale,.
L'Agout, d'une longueur totale de 194,4 km, prend sa source dans la commune de Cambon-et-Salvergues et s'écoule d'est en ouest. Il traverse la commune et se jette dans le Tarn à Saint-Sulpice-la-Pointe, après avoir traversé 35 communes.
Le Dadou, d'une longueur totale de 115,8 km, prend sa source dans la commune de Saint-Salvi-de-Carcavès et s'écoule d'est en ouest. Il traverse la commune et se jette dans l'Agout à Ambres, après avoir traversé 23 communes.
Le Rieu Vergnet, d'une longueur totale de 11,4 km, prend sa source dans la commune de Parisot et s'écoule du sud-est vers le nord-ouest. Il traverse la commune et se jette dans le Tarn à Coufouleux, après avoir traversé 4 communes.
Le ruisseau de Sézy, d'une longueur totale de 12,8 km, prend sa source dans la commune de Lavaur et s'écoule du sud-est vers le nord-ouest puis vers l'est. Il traverse la commune et se jette dans l'Agout sur le territoire communal, après avoir traversé 7 communes.

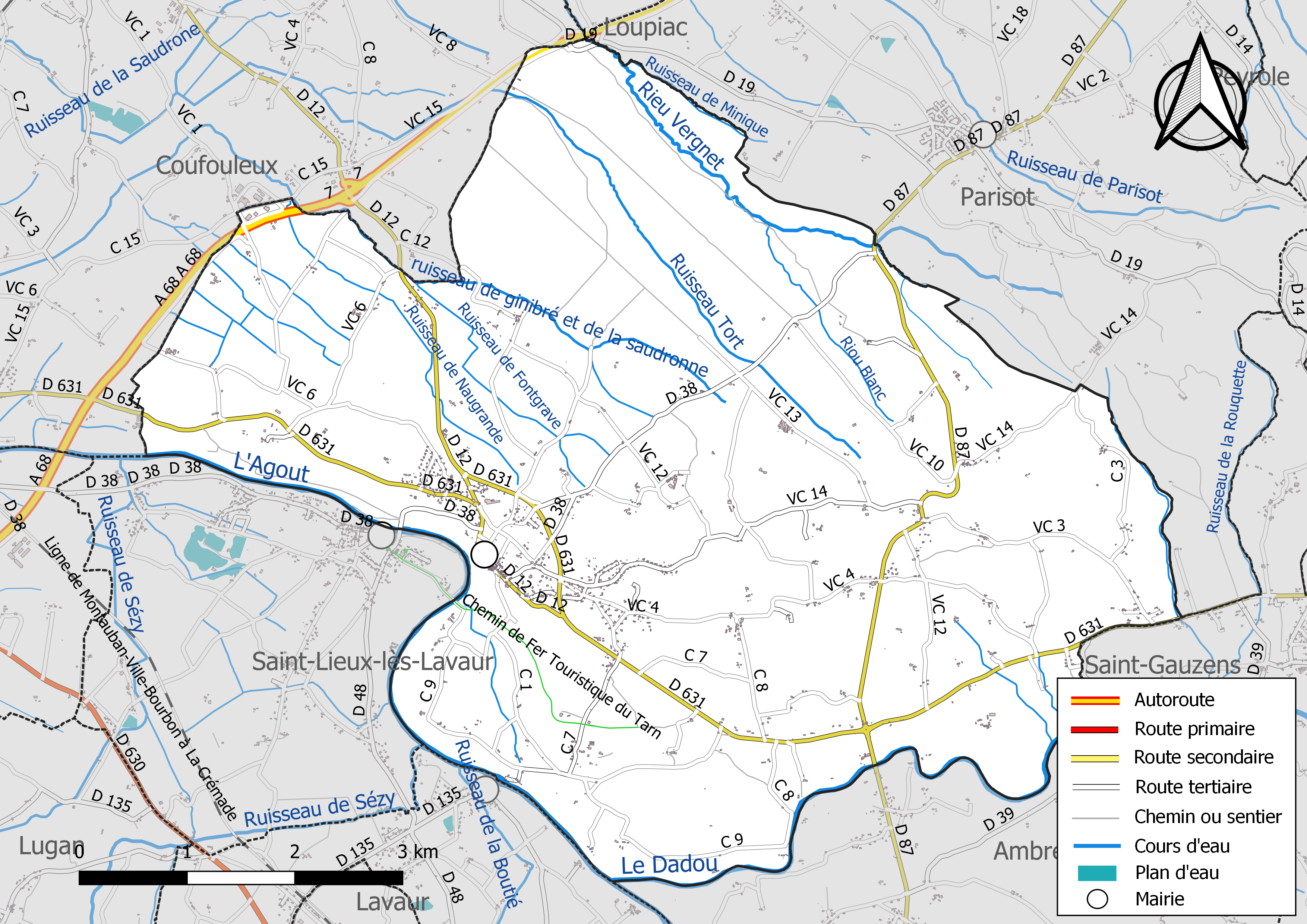
Réseaux hydrographique et routier de Giroussens.

### Climat
Pour des articles plus généraux, voir Climat de l'Occitanie et Climat du Tarn.
En 2010, le climat de la commune est de type climat du Bassin du Sud-Ouest, selon une étude du Centre national de la recherche scientifique s'appuyant sur une série de données couvrant la période 1971-2000. En 2020, Météo-France publie une typologie des climats de la France métropolitaine dans laquelle la commune est exposée à un climat océanique altéré et est dans la région climatique Aquitaine, Gascogne, caractérisée par une pluviométrie abondante au printemps, modérée en automne, un faible ensoleillement au printemps, un été chaud (19,5 °C), des vents faibles, des brouillards fréquents en automne et en hiver et des orages fréquents en été (15 à 20 jours).
Pour la période 1971-2000, la température annuelle moyenne est de 13 °C, avec une amplitude thermique annuelle de 16 °C. Le cumul annuel moyen de précipitations est de 764 mm, avec 10 jours de précipitations en janvier et 5,5 jours en juillet. Pour la période 1991-2020, la température moyenne annuelle observée sur la station météorologique de Météo-France la plus proche, « Lavaur », sur la commune de Lavaur à 8 km à vol d'oiseau, est de 13,6 °C et le cumul annuel moyen de précipitations est de 701,8 mm. 
La température maximale relevée sur cette station est de 42,6 °C, atteinte le 23 août 2023 ; la température minimale est de −18 °C, atteinte le 17 janvier 1987,,.
Les paramètres climatiques de la commune ont été estimés pour le milieu du siècle (2041-2070) selon différents scénarios d'émission de gaz à effet de serre à partir des nouvelles projections climatiques de référence DRIAS-2020. Ils sont consultables sur un site dédié publié par Météo-France en novembre 2022.

### Milieux naturels et biodiversité

#### Réseau Natura 2000

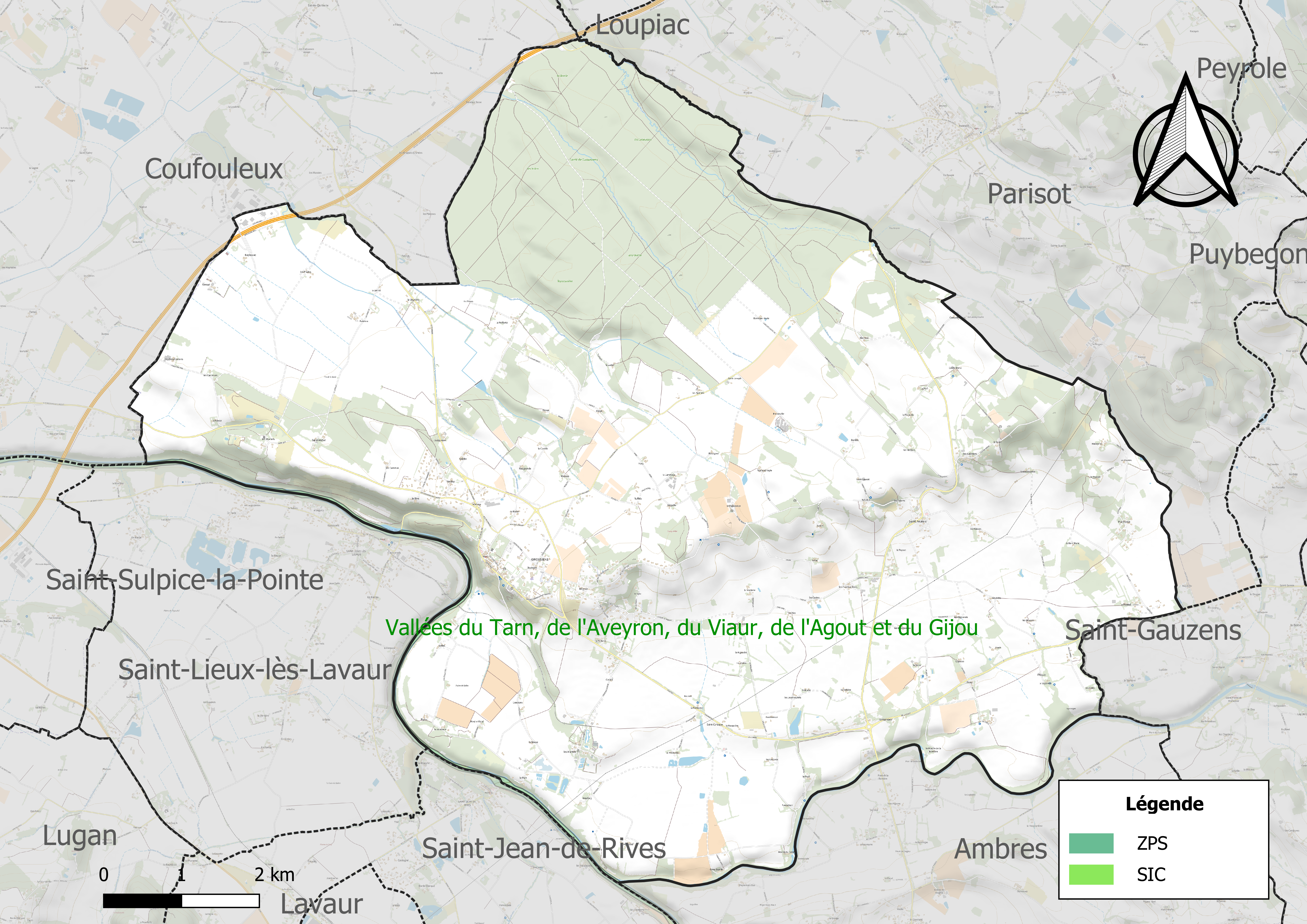
Site Natura 2000 sur le territoire communal.

Le réseau Natura 2000 est un réseau écologique européen de sites naturels d'intérêt écologique élaboré à partir des directives habitats et oiseaux, constitué de zones spéciales de conservation (ZSC) et de zones de protection spéciale (ZPS).
Un site Natura 2000 a été défini sur la commune au titre de la directive habitats : Les « vallées du Tarn, de l'Aveyron, du Viaur, de l'Agout et du Gijou », d'une superficie de 17 144 ha, s'étendant sur 136 communes dont 41 dans l'Aveyron, 8 en Haute-Garonne, 50 dans le Tarn et 37 dans le Tarn-et-Garonne. Elles présentent une très grande diversité d'habitats et d'espèces dans ce vaste réseau de cours d'eau et de gorges. La présence de la Loutre d'Europe et de la moule perlière d'eau douce est également d'un intérêt majeur.

#### Zones naturelles d'intérêt écologique, faunistique et floristique
L’inventaire des zones naturelles d'intérêt écologique, faunistique et floristique (ZNIEFF) a pour objectif de réaliser une couverture des zones les plus intéressantes sur le plan écologique, essentiellement dans la perspective d’améliorer la connaissance du patrimoine naturel national et de fournir aux différents décideurs un outil d’aide à la prise en compte de l’environnement dans l’aménagement du territoire.
Une ZNIEFF de type 1 est recensée sur la commune :
la « forêt de Giroussens » (761 ha), couvrant 3 communes du département et une ZNIEFF de type 2, : 
les « rivières Agoût et Tarn de Burlats à Buzet-sur-Tarn » (1 364 ha), couvrant 24 communes du département.

Carte des ZNIEFF de type 1 et 2 à Giroussens.
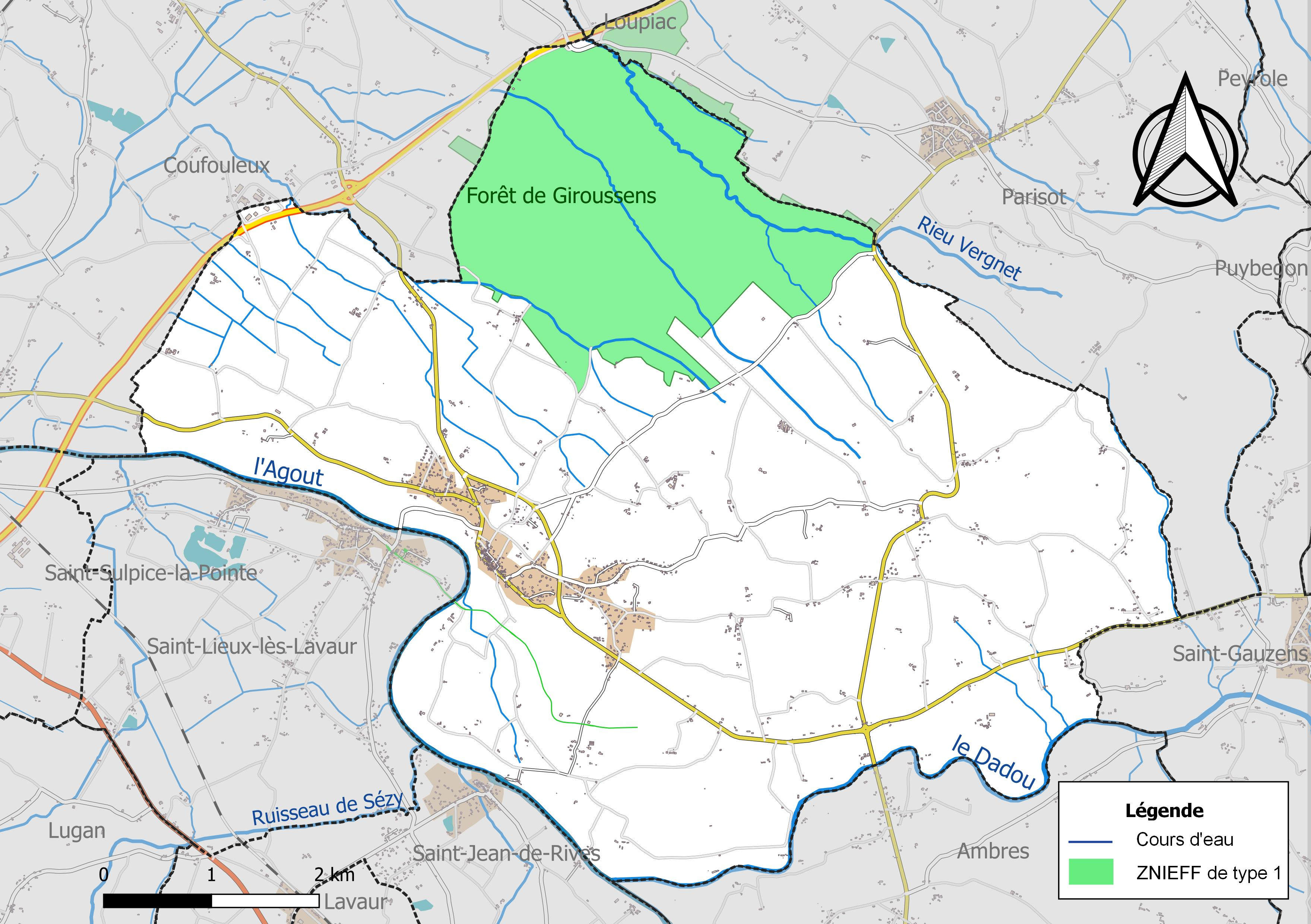
Carte de la ZNIEFF de type 1 sur la commune.
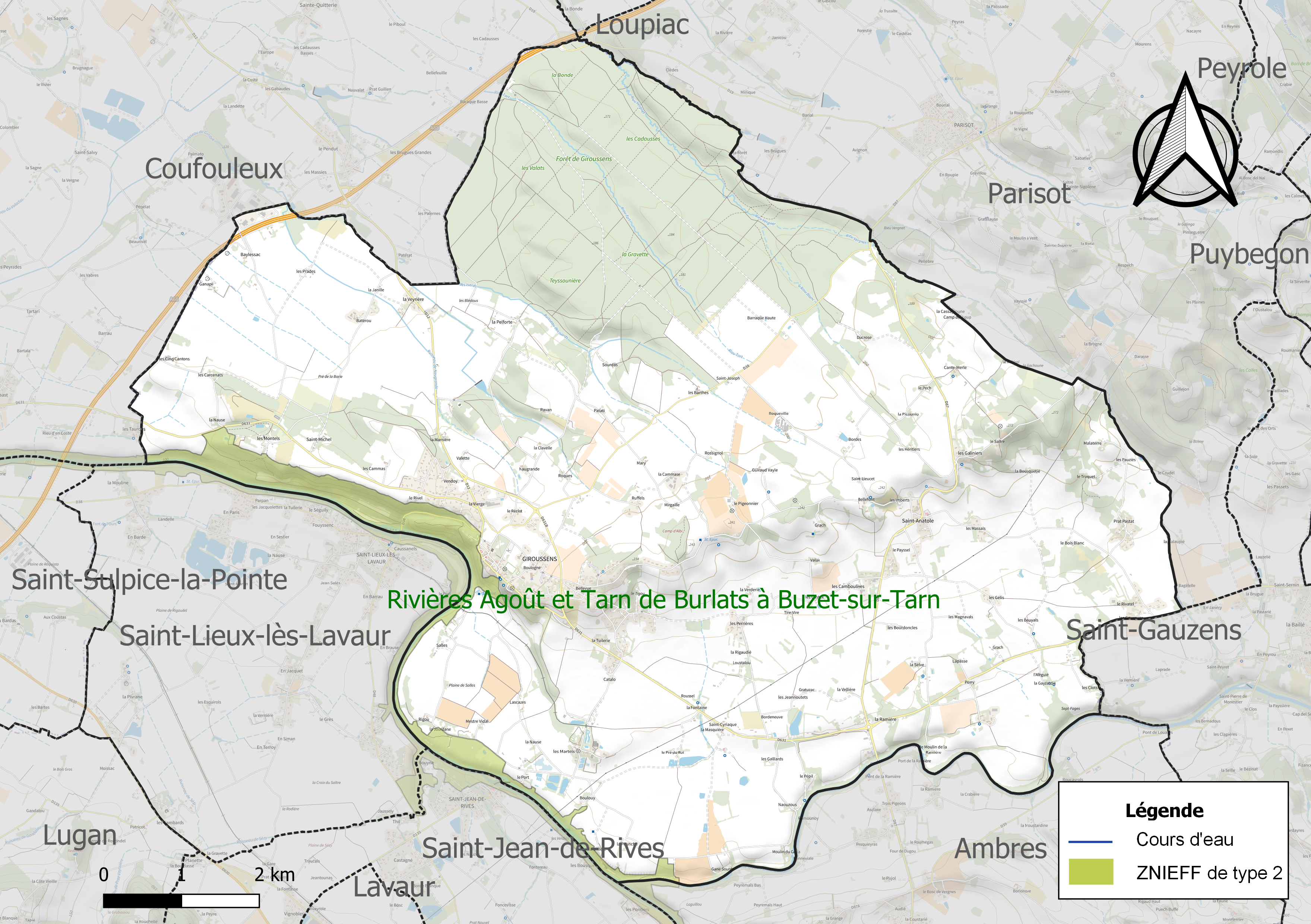
Carte de la ZNIEFF de type 2 sur la commune.

## Urbanisme

### Typologie
Au 1er janvier 2024, Giroussens est catégorisée commune rurale à habitat dispersé, selon la nouvelle grille communale de densité à sept niveaux définie par l'Insee en 2022.
Elle est située hors unité urbaine. Par ailleurs la commune fait partie de l'aire d'attraction de Toulouse, dont elle est une commune de la couronne,. Cette aire, qui regroupe 527 communes, est catégorisée dans les aires de 700 000 habitants ou plus (hors Paris),.

### Occupation des sols
L'occupation des sols de la commune, telle qu'elle ressort de la base de données européenne d’occupation biophysique des sols Corine Land Cover (CLC), est marquée par l'importance des territoires agricoles (73,9 % en 2018), en diminution par rapport à 1990 (75,4 %). La répartition détaillée en 2018 est la suivante : 
terres arables (62,9 %), forêts (23,9 %), zones agricoles hétérogènes (11,1 %), zones urbanisées (2,2 %). L'évolution de l’occupation des sols de la commune et de ses infrastructures peut être observée sur les différentes représentations cartographiques du territoire : la carte de Cassini (XVIIIe siècle), la carte d'état-major (1820-1866) et les cartes ou photos aériennes de l'IGN pour la période actuelle (1950 à aujourd'hui).

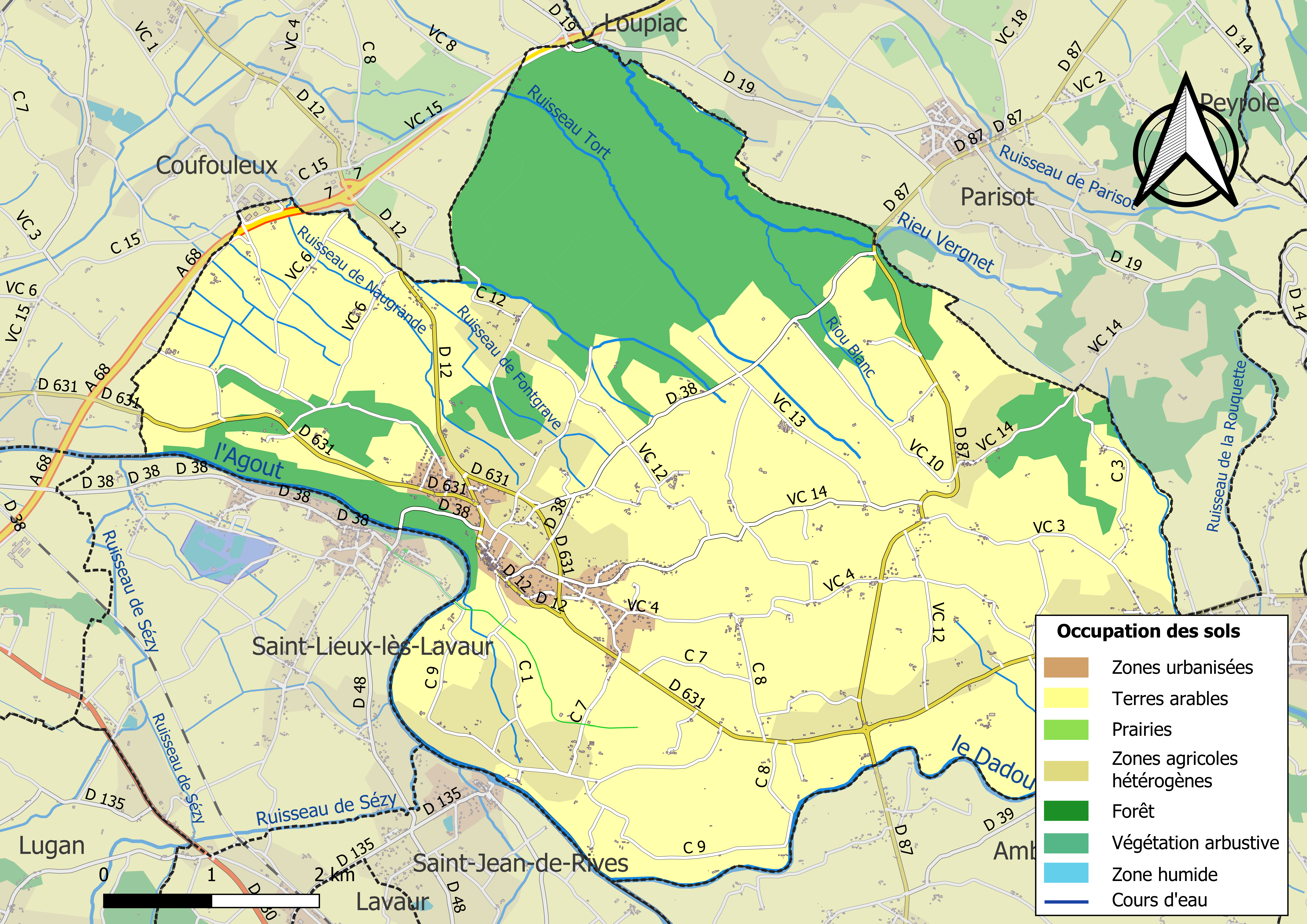
Carte des infrastructures et de l'occupation des sols de la commune en 2018 (CLC).

### Risques majeurs
Le territoire de la commune de Giroussens est vulnérable à différents aléas naturels : météorologiques (tempête, orage, neige, grand froid, canicule ou sécheresse), inondations, feux de forêts, mouvements de terrains et séisme (sismicité très faible). Il est également exposé à deux risques technologiques,  le transport de matières dangereuses et la rupture d'un barrage. Un site publié par le BRGM permet d'évaluer simplement et rapidement les risques d'un bien localisé soit par son adresse soit par le numéro de sa parcelle.

#### Risques naturels
Certaines parties du territoire communal sont susceptibles d’être affectées par le risque d’inondation par débordement de cours d'eau, notamment l'Agout, le Dadou, le Rieu Vergnet et le ruisseau de Sézy. La cartographie des zones inondables en ex-Midi-Pyrénées réalisée dans le cadre du XIe Contrat de plan État-région, visant à informer les citoyens et les décideurs sur le risque d’inondation, est accessible sur le site de la DREAL Occitanie. La commune a été reconnue en état de catastrophe naturelle au titre des dommages causés par les inondations et coulées de boue survenues en 1982, 1988, 1996, 2014 et 2020,.
Giroussens est exposée au risque de feu de forêt du fait de la présence sur son territoire. En 2022, il n'existe pas de Plan de Prévention des Risques incendie de forêt (PPRif). Le débroussaillement aux abords des maisons constitue l’une des meilleures protections pour les particuliers contre le feu,.

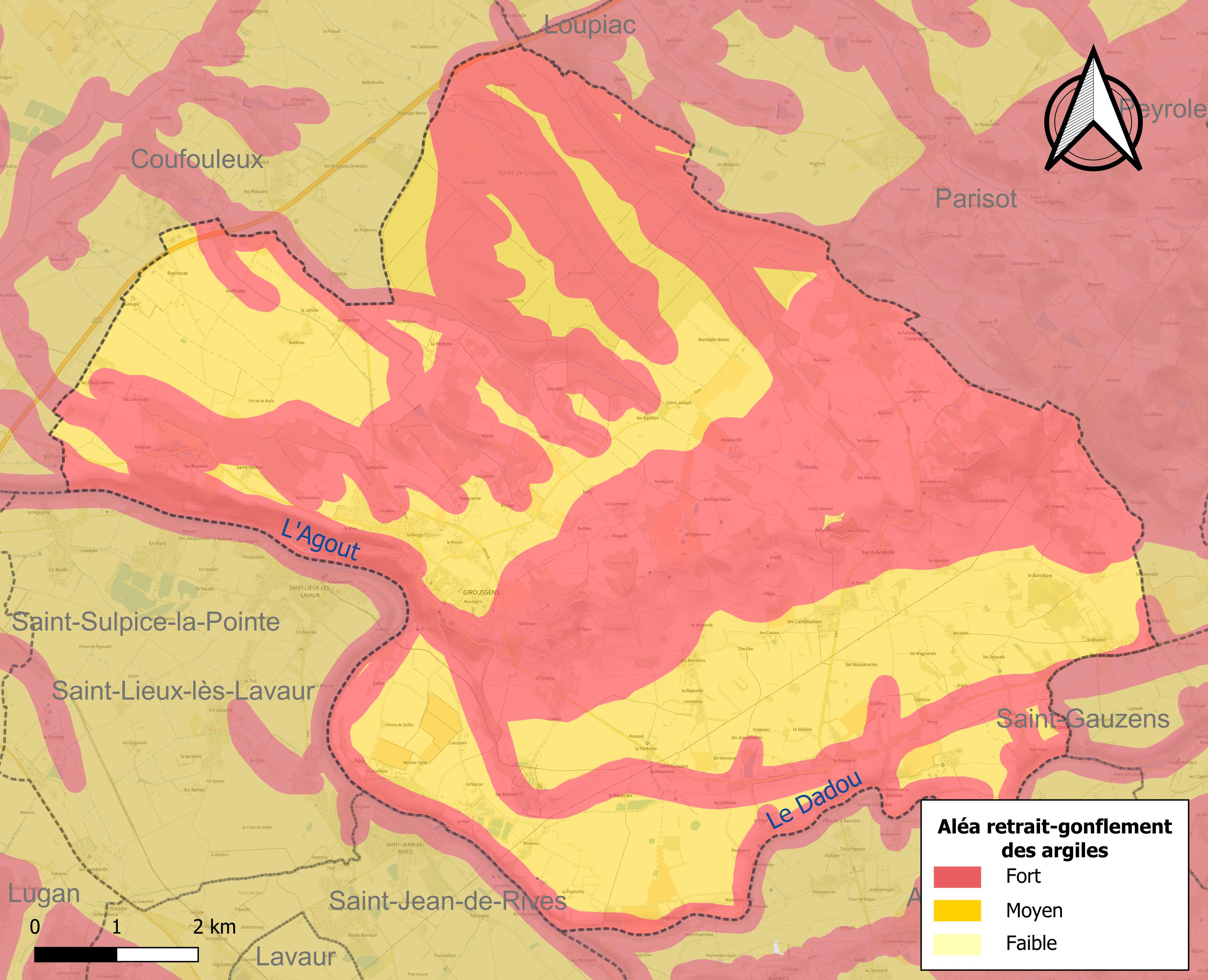
Carte des zones d'aléa retrait-gonflement des sols argileux de Giroussens.

La commune est vulnérable au risque de mouvements de terrains constitué principalement du retrait-gonflement des sols argileux. Cet aléa est susceptible d'engendrer des dommages importants aux bâtiments en cas d’alternance de périodes de sécheresse et de pluie. La totalité de la commune est en aléa moyen ou fort (76,3 % au niveau départemental et 48,5 % au niveau national). Sur les 674 bâtiments dénombrés sur la commune en 2019, 674 sont en aléa moyen ou fort, soit 100 %, à comparer aux 90 % au niveau départemental et 54 % au niveau national. Une cartographie de l'exposition du territoire national au retrait gonflement des sols argileux est disponible sur le site du BRGM,.
Par ailleurs, afin de mieux appréhender le risque d’affaissement de terrain, l'inventaire national des cavités souterraines permet de localiser celles situées sur la commune.

#### Risques technologiques
Le risque de transport de matières dangereuses sur la commune est lié à sa traversée par des infrastructures routières ou ferroviaires importantes ou la présence d'une canalisation de transport d'hydrocarbures. Un accident se produisant sur de telles infrastructures est susceptible d’avoir des effets graves sur les biens, les personnes ou l'environnement, selon la nature du matériau transporté. Des dispositions d’urbanisme peuvent être préconisées en conséquence.
La commune est en outre située en aval d'un barrage de classe A. À ce titre elle est susceptible d’être touchée par l’onde de submersion consécutive à la rupture de cet ouvrage.

## Toponymie
En occitan son nom est Girocens.

## Histoire
À l'origine, le village se situe à 1 km de son emplacement actuel. Une villa gallo-romaine se trouve au bord de l'Agout. Des restes de sculptures et de mosaïques y seront retrouvés en 1899. Elle est occupée au Ve siècle par les Wisigoths qui laissent une nécropole (actuellement aux Martels) dont le nom est déjà celui de Giroussens (mentionné sous les formes Girocens en 1156 et Girossencs XIIe siècle). Giroussens viendrait peut-être d'un nom de personne (wisigothique?) se rattachant à Ger-wulf (gari, lance ; wulf, loup), suivi du suffixe germanique -ingos de propriété.
Pendant le Moyen Âge, la population se déplace dans un castrum sur la falaise à 80 m de hauteur. Il est mentionné à partir de 1156. Plus au nord, un château, le Pech Mascou, est construit sur les bords de l'Agout au XIIIe siècle. Le seigneur Amalric de Lautrec érige Giroussens en bastide. Dès lors une ville se développe et prospère à l'abri de remparts. L'église Saint-Salvy est reconstruite à la fin du XIVe siècle.
Entre 1330 et 1356, Gui de Comminges, seigneur de la basse terre d'Albigeois, réside à Giroussens. Il est le chef d'une bande de brigands et vit de vols et pillages de la région. En 1381, le comte de Foix-Béarn, Gaston Fébus va vaincre ces pillards dans la plaine d'Albi. À la mort du comte, Giroussens rentre dans le domaine de Charles VI. Puis la ville passe à Mathieu de Foix-Graillis par Charles VII en 1425. Sous Charles VIII, le domaine retourne à la couronne royale. Mais Louis XIV cède la seigneurie à François de Gélas, vicomte de Lautrec et marquis d'Ambres, en 1695. Elle restera dans sa descendance jusqu'à la Révolution.

### La poterie de Giroussens
Le village est connu pour sa production de terre cuite peinte et vernissée au plomb dès 1538. Au XVIe siècle, il existe une trentaine de potiers à Giroussens. En 1618, ils fondent une confrérie sous le patronage de sainte Rufine. Les potiers sont au nombre de 50 durant le XVIIe et le XVIIIe siècle. Des plats de couleur violet, vert, jaune et bleu sont peints pour le roi Louis XIV. Sous la Régence, les commandes baissent du fait de la concurrence de la vaisselle d'étain et de faïence. Les potiers produisent alors de la vaisselle plus simple pour la Louisiane et le Québec. Mais, la guerre de Sept Ans et la conquête du Canada par les Anglais mettent fin au commerce. Au milieu du XVIIIe siècle, la poterie n'est plus au goût du jour, remplacée par la porcelaine et l'argenterie. Les fours sont détruits et la production cesse au XIXe siècle. Le Musée du pays Rabastinois voisin conserve une collection de plus d'une centaine de plats, assiettes, bénitiers et réchauds en poterie vernissée originaires de Giroussens. En 1991, la poterie renaît grâce à l'association Arts et Poteries de Giroussens qui a su exploiter le livre, paru en 1985, de Lucien Raffin-Bouniol, Les Terres Vernissées De Giroussens.

### Héraldique
| Giroussens | Son blasonnement est : De sable au pairle d'or. (Armorial Général de France, Charles D'Hozier ; édit de 1696) 15e volume, Languedoc, 2e partie. |

## Politique et administration

### Administration municipale
Le nombre d'habitants au recensement de 2011 étant compris entre 500 et 1 499 habitants, le nombre de membres du conseil municipal pour l'élection de 2014 est de quinze,.

### Rattachements administratifs et électoraux
Commune faisant partie de la communauté d'agglomération Gaillac Graulhet Agglo et du Canton des Portes du Tarn (avant le redécoupage départemental de 2014, Giroussens faisait partie de l'ex-canton de Lavaur).

### Liste des maires
| Période                                  | Période  | Identité            | Étiquette   | Qualité                  |
| ---------------------------------------- | -------- | ------------------- | ----------- | ------------------------ |
| Les données manquantes sont à compléter. |          |                     |             |                          |
| mars 1989                                | 2008     | Casimir Belda       | UDF - MODEM |                          |
| mars 2008                                | 2014     | Jean-Louis Claustre | DVG         |                          |
| mars 2014                                | en cours | Gilles Turlan       | PRG         | Conseiller départemental |

## Population et société

### Démographie
L'évolution du nombre d'habitants est connue à travers les recensements de la population effectués dans la commune depuis 1793. Pour les communes de moins de 10 000 habitants, une enquête de recensement portant sur toute la population est réalisée tous les cinq ans, les populations de référence des années intermédiaires étant quant à elles estimées par interpolation ou extrapolation. Pour la commune, le premier recensement exhaustif entrant dans le cadre du nouveau dispositif a été réalisé en 2008.

En 2022, la commune comptait 1 543 habitants, en évolution de +3,56 % par rapport à 2016 (Tarn : +2,52 %, France hors Mayotte : +2,11 %).
| 1793  | 1800  | 1806  | 1821  | 1831  | 1836  | 1841  | 1846  | 1851  |
| ----- | ----- | ----- | ----- | ----- | ----- | ----- | ----- | ----- |
| 1 506 | 1 530 | 1 707 | 1 705 | 1 831 | 1 946 | 1 911 | 1 997 | 1 981 |

| 1856  | 1861  | 1866  | 1872  | 1876  | 1881  | 1886  | 1891  | 1896  |
| ----- | ----- | ----- | ----- | ----- | ----- | ----- | ----- | ----- |
| 1 995 | 1 942 | 1 875 | 1 811 | 1 750 | 1 708 | 1 698 | 1 620 | 1 511 |

| 1901  | 1906  | 1911  | 1921  | 1926  | 1931  | 1936  | 1946  | 1954  |
| ----- | ----- | ----- | ----- | ----- | ----- | ----- | ----- | ----- |
| 1 370 | 1 357 | 1 319 | 1 097 | 1 111 | 1 065 | 1 048 | 1 004 | 1 014 |

| 1962  | 1968  | 1975  | 1982  | 1990  | 1999  | 2006  | 2008  | 2013  |
| ----- | ----- | ----- | ----- | ----- | ----- | ----- | ----- | ----- |
| 1 031 | 1 054 | 1 066 | 1 058 | 1 051 | 1 040 | 1 264 | 1 328 | 1 450 |

| 2018  | 2022  | - | - | - | - | - | - | - |
| ----- | ----- | - | - | - | - | - | - | - |
| 1 478 | 1 543 | - | - | - | - | - | - | - |

| selon la population municipale des années : | 1968 | 1975 | 1982 | 1990 | 1999 | 2006 | 2009 | 2013 |
| Rang de la commune dans le département      | 56   | 43   | 56   | 53   | 63   | 54   | 53   | 50   |
| Nombre de communes du département           | 326  | 324  | 324  | 324  | 324  | 323  | 323  | 323  |

### Enseignement
Giroussens fait partie de l'académie de Toulouse.

### Écologie et recyclage
La collecte et le traitement des déchets des ménages et des déchets assimilés ainsi que la protection et la mise en valeur de l'environnement se font dans le cadre du SICTOM de Lavaur.

## Économie

### Revenus
En 2018, la commune compte 596 ménages fiscaux, regroupant 1 487 personnes. La médiane du revenu disponible par unité de consommation est de 23 700 € (20 400 € dans le département).

### Emploi
|                | 2008  | 2013  | 2018  |
| -------------- | ----- | ----- | ----- |
| Commune        | 4 %   | 7 %   | 7,2 % |
| Département    | 8,2 % | 9,9 % | 10 %  |
| France entière | 8,3 % | 10 %  | 10 %  |

En 2018, la population âgée de 15 à 64 ans s'élève à 908 personnes, parmi lesquelles on compte 79,1 % d'actifs (71,9 % ayant un emploi et 7,2 % de chômeurs) et 20,9 % d'inactifs,. Depuis 2008, le taux de chômage communal (au sens du recensement) des 15-64 ans est inférieur à celui de la France et du département.
La commune fait partie de la couronne de l'aire d'attraction de Toulouse, du fait qu'au moins 15 % des actifs travaillent dans le pôle,. Elle compte 261 emplois en 2018, contre 240 en 2013 et 210 en 2008. Le nombre d'actifs ayant un emploi résidant dans la commune est de 658, soit un indicateur de concentration d'emploi de 39,6 % et un taux d'activité parmi les 15 ans ou plus de 61,4 %.
Sur ces 658 actifs de 15 ans ou plus ayant un emploi, 117 travaillent dans la commune, soit 18 % des habitants. Pour se rendre au travail, 87,2 % des habitants utilisent un véhicule personnel ou de fonction à quatre roues, 4,9 % les transports en commun, 2,9 % s'y rendent en deux-roues, à vélo ou à pied et 5 % n'ont pas besoin de transport (travail au domicile).

### Activités hors agriculture

#### Secteurs d'activités
158 établissements sont implantés  à Giroussens au 31 décembre 2019. Le tableau ci-dessous en détaille le nombre par secteur d'activité et compare les ratios avec ceux du département,.
| Secteur d'activité                                                                                        | Commune | Commune | Département |
| Secteur d'activité                                                                                        | Nombre  | %       | %           |
| --- | ------- | ------- | ----------- |
| Ensemble                                                                                                  | 158     | 100 %   | (100 %)     |
| Industrie manufacturière, industries extractives et autres                                                | 24      | 15,2 %  | (13 %)      |
| Construction                                                                                              | 23      | 14,6 %  | (12,5 %)    |
| Commerce de gros et de détail, transports, hébergement et restauration                                    | 26      | 16,5 %  | (26,7 %)    |
| Information et communication                                                                              | 5       | 3,2 %   | (2,1 %)     |
| Activités financières et d'assurance                                                                      | 7       | 4,4 %   | (3,3 %)     |
| Activités immobilières                                                                                    | 6       | 3,8 %   | (4,2 %)     |
| Activités spécialisées, scientifiques et techniques et activités de services administratifs et de soutien | 26      | 16,5 %  | (13,8 %)    |
| Administration publique, enseignement, santé humaine et action sociale                                    | 23      | 14,6 %  | (15,5 %)    |
| Autres activités de services                                                                              | 18      | 11,4 %  | (9 %)       |

Le secteur des activités spécialisées, scientifiques et techniques et des activités de services administratifs et de soutien est prépondérant sur la commune puisqu'il représente 16,5 % du nombre total d'établissements de la commune (26 sur les 158 entreprises implantées  à Giroussens), contre 13,8 % au niveau départemental.

#### Entreprises et commerces
Les cinq entreprises ayant leur siège social sur le territoire communal qui génèrent le plus de chiffre d'affaires en 2020 sont : 
- Espace Services Materiels TP, commerce de gros (commerce interentreprises) de machines pour l'extraction, la construction et le génie civil (9 136 k€)
- Viguier Manutention Service - VMS, commerce de gros (commerce interentreprises) de fournitures et équipements industriels divers (5 947 k€)
- Sud Espace TP, commerce de gros (commerce interentreprises) de machines pour l'extraction, la construction et le génie civil (4 342 k€)
- Financiere NS, activités des sociétés holding (1 247 k€)
- SARL Les Jardins De Martels, gestion des sites et monuments historiques et des attractions touristiques similaires (555 k€)

### Agriculture
La commune est dans la « plaine de l'Albigeois et du Castrais », une petite région agricole occupant le centre du département du Tarn. En 2020, l'orientation technico-économique de l'agriculture  sur la commune est la polyculture et/ou le polyélevage. 
|               | 1988  | 2000  | 2010  | 2020  |
| ------------- | ----- | ----- | ----- | ----- |
| Exploitations | 83    | 54    | 36    | 34    |
| SAU (ha)      | 2 595 | 2 288 | 1 873 | 1 881 |

Le nombre d'exploitations agricoles en activité et ayant leur siège dans la commune est passé de 83 lors du recensement agricole de 1988  à 54 en 2000 puis à 36 en 2010 et enfin à 34 en 2020, soit une baisse de 59 % en 32 ans. Le même mouvement est observé à l'échelle du département qui a perdu pendant cette période 58 % de ses exploitations,. La surface agricole utilisée sur la commune a également diminué, passant de 2595 ha en 1988 à 1881 ha en 2020. Parallèlement la surface agricole utilisée moyenne par exploitation a augmenté, passant de 31 à 55 ha.

## Culture locale et patrimoine

### Lieux et monuments
- Le château originel, le Puech Mascou est construit au XIIIe siècle. En 1437, le château était une prison royale mais il est incendié par les protestants en 1562.
- Un second château, le château de Belbèze, est construit en 1640 par Jean Flotes, grand maître des eaux et forêts à Toulouse. Il est de plan carré avec quatre tours couvertes de toits en pyramide. Il est cédé à Jean Dalbi en 1660, avocat en parlement. À la Révolution, le château est vendu comme bien national.
- L'église Saint-Salvy de Giroussens date du XIVe siècle. Elle est constituée d'une nef à quatre travées voûtées d'ogives et un chœur polygonal à cinq pans. Trois chapelles sont présentes dans les travées. La façade est surmontée d'un clocher-mur. L'église possède un mobilier de retables et de tableaux des XVIIe et XVIIIe siècles. La chapelle au nord est dédiée à sainte Rufine, patronne des potiers et possède un retable de 1637. Les murs de la nef sont couverts de peinture murale de Fernand Augé (1896) et Paul Prouho (1900). L'édifice a été inscrit au titre des monuments historiques en 1970[51]. De nombreux objets sont référencés dans la base Palissy (voir les notices liées)[51].
- Église Saint-Anatole de Saint-Anatole.
- Église Saint-Cyriaque de Saint-Cyriaque.
- Chapelle Saint-Pierre-du-Puy de Saint-Anatole.
- Le jardin des Martels et le chemin de fer touristique du Tarn qui doit retrouver l'usage du viaduc de Salles fin 2023.
- Le musée du Pays rabastinois.
- La chapelle Notre-Dame de Sept Fages, construite au XIIIe siècle[52]. Elle est inscrite à l’inventaire des monuments historiques depuis 1942[53]. En été 2019, elle a été profanée par des tags sataniques[54],[55].
- Mamelon du Camp d'Albi, parfois considéré comme une motte féodale, voire un oppidum romain. Sur l'emprise du site, il fut ramassé, alors que le terrain était labouré, des tuiles, tessons, boucle de ceinture en bronze, et même un biface. Pas très loin du sommet, sur le versant nord, s'ouvrait un présumé souterrain. À 200 m à l'est de la « motte » existe une sortie d'eau, qui, selon la tradition locale, était une issue de galerie souterraine[56].

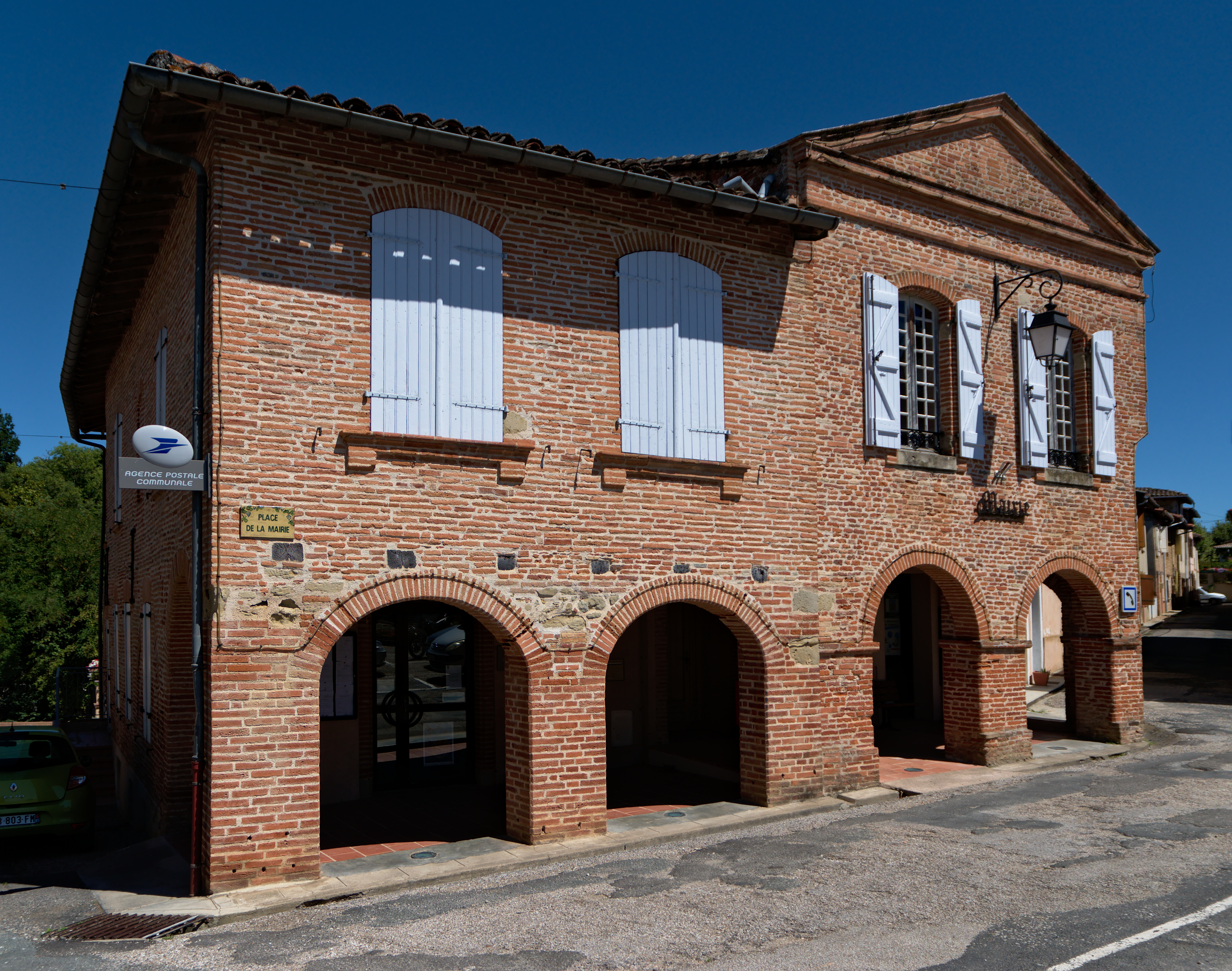
La mairie.
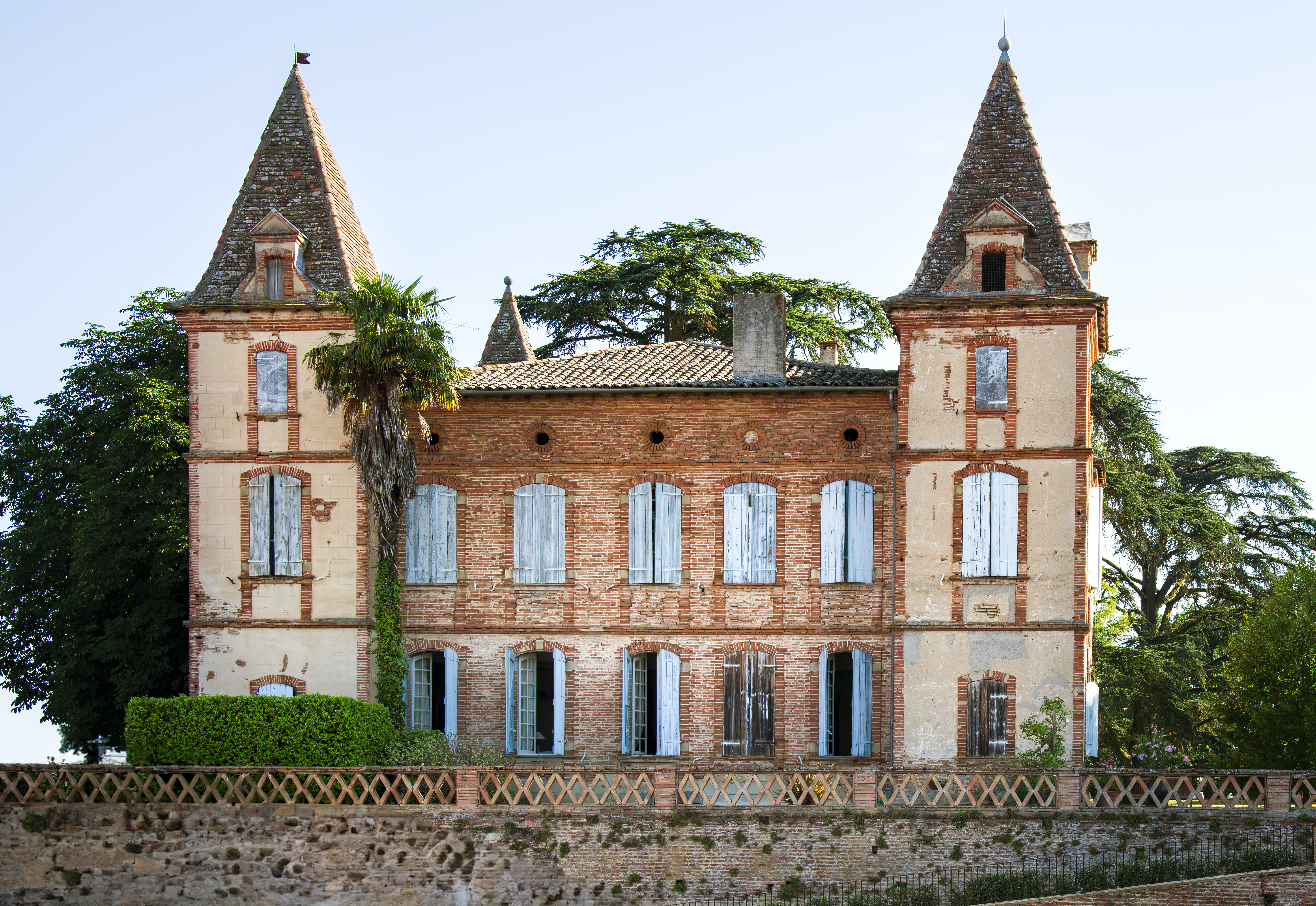
Château de Belbèze.
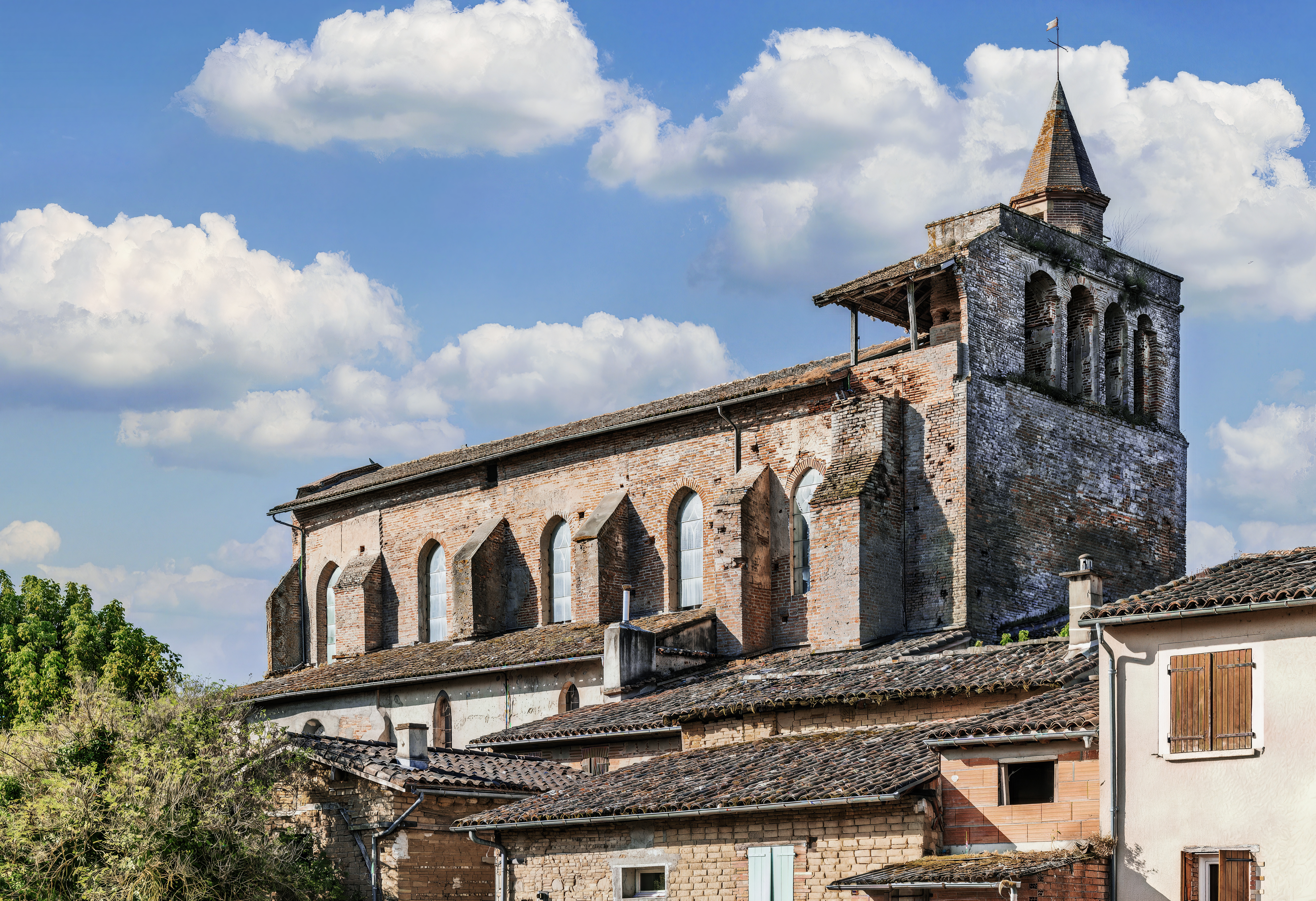
Église Saint-Salvy
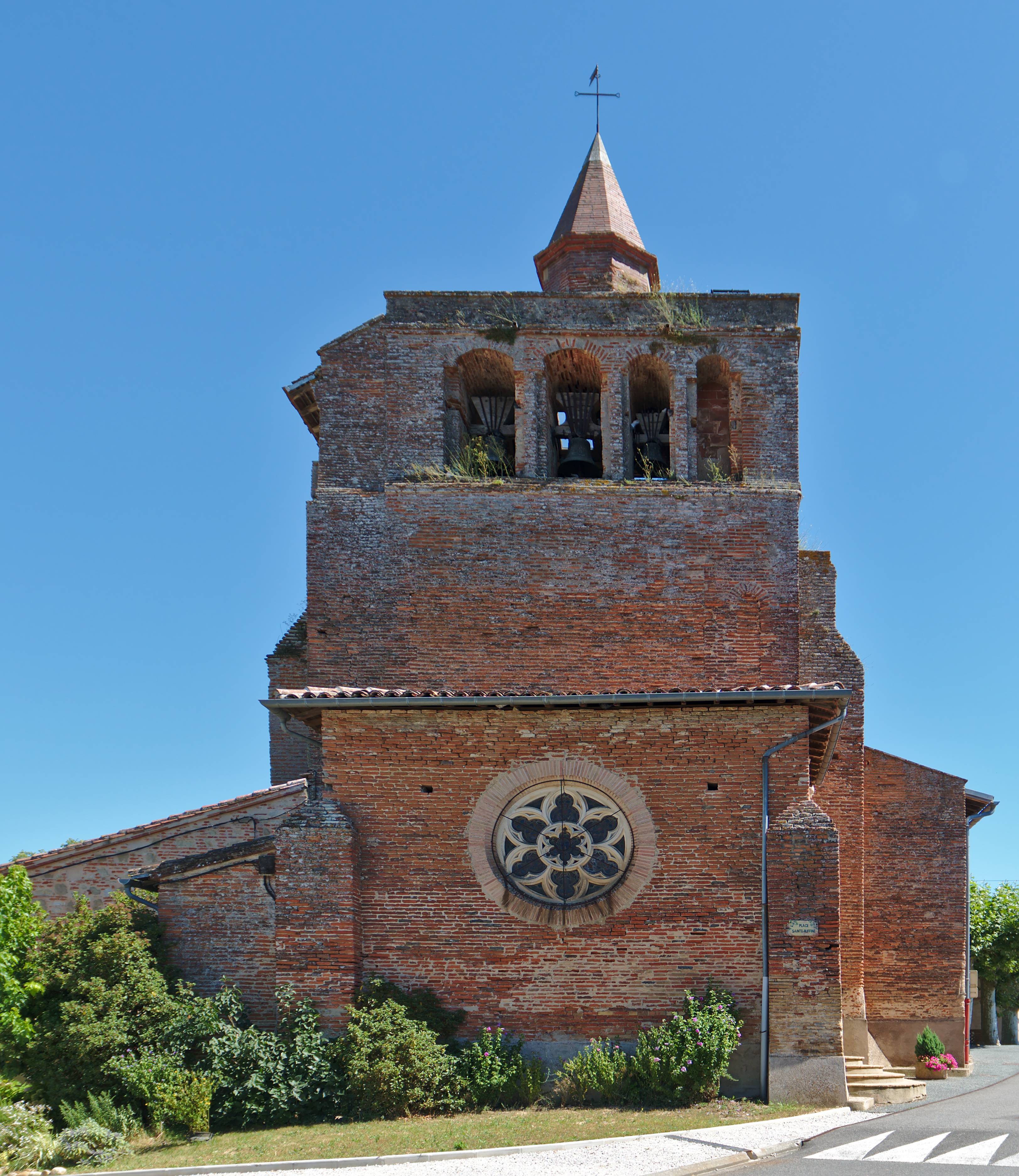
Entrée de l'Église Saint-Salvy.
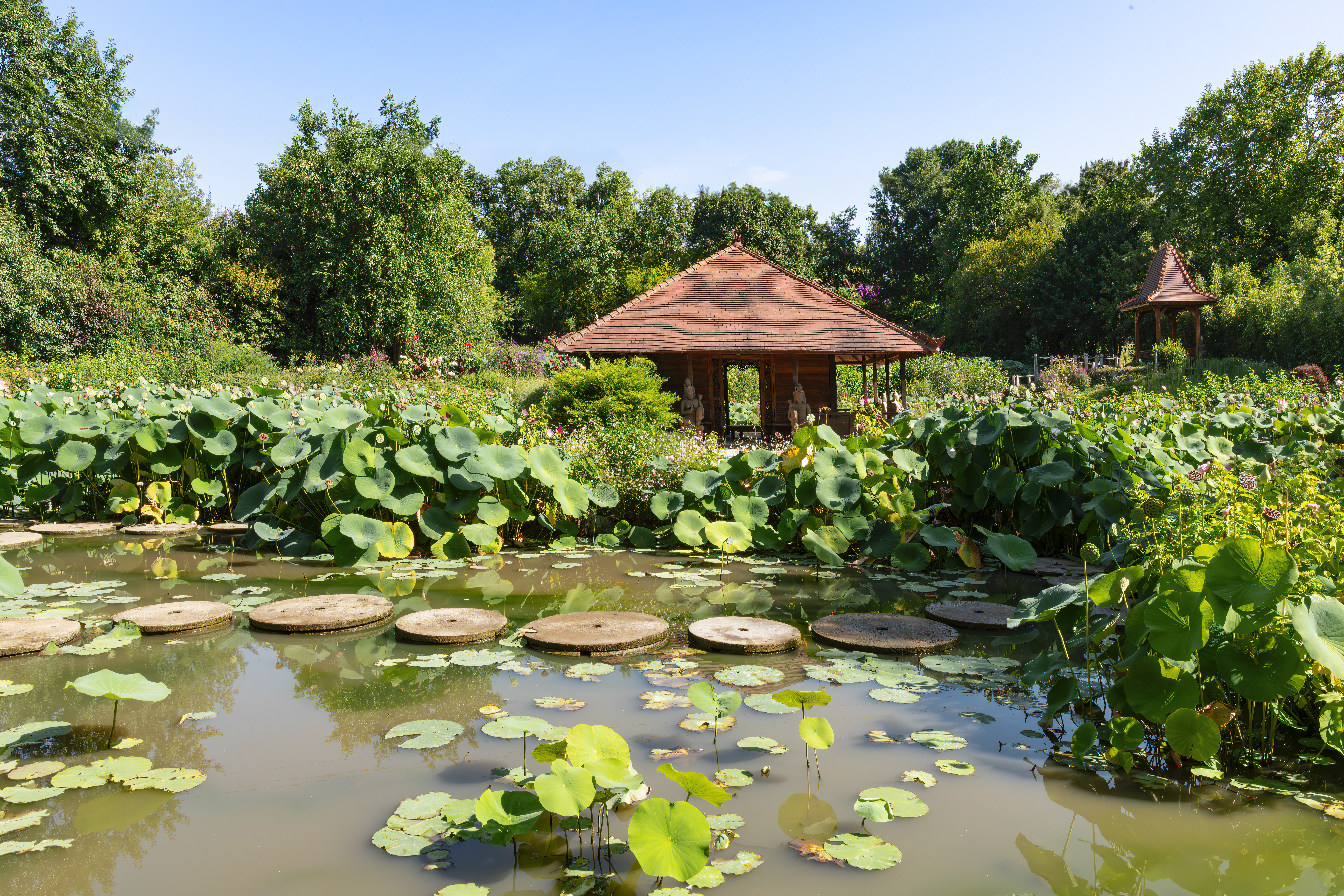
Temple du Lotus aux jardins des Martels Jardins des Martels.
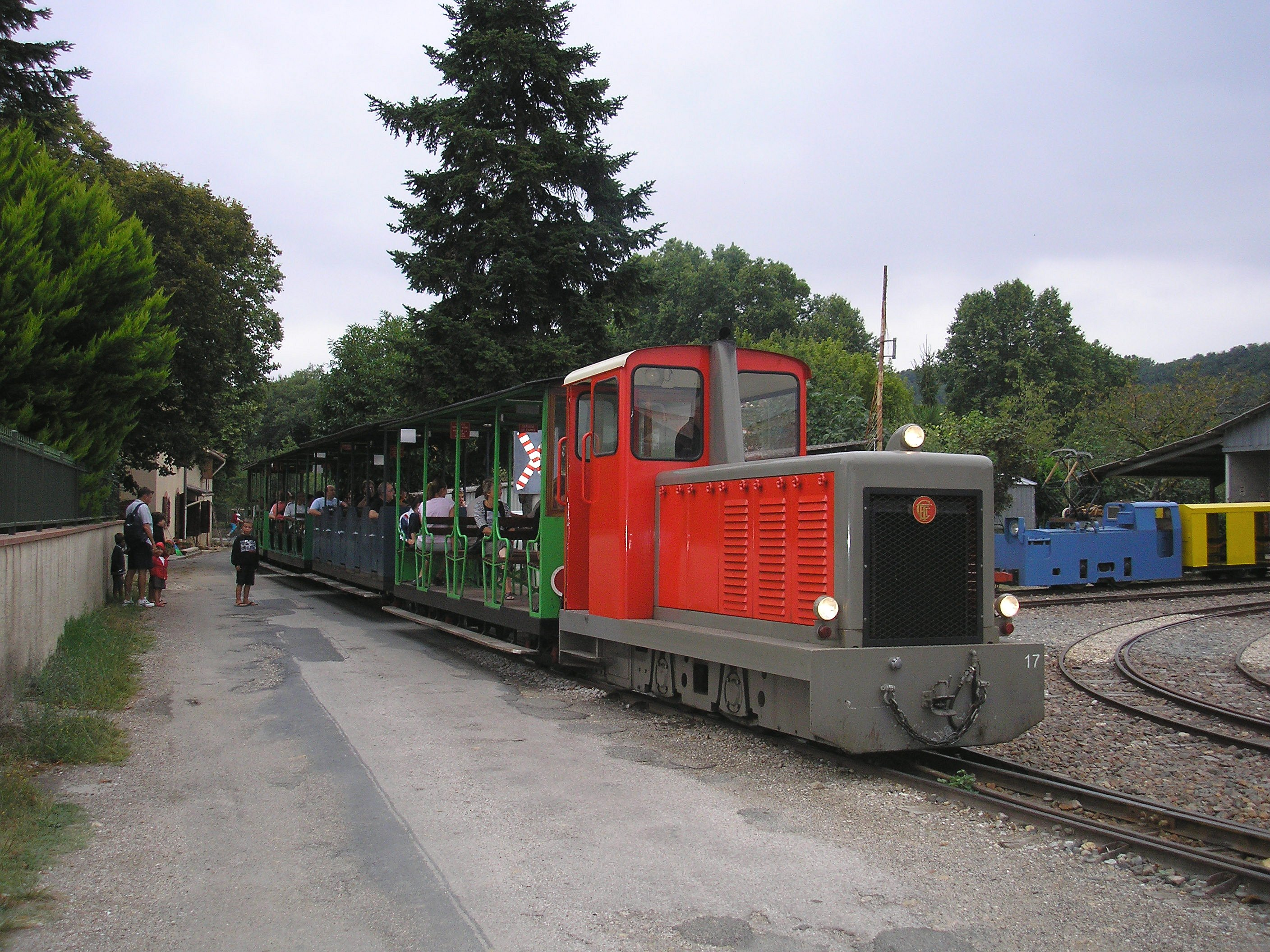
Chemin de fer touristique.

### Personnalités liées à la commune
- Jean-Paul Gouzy, né le 20 mai 1765 à Giroussens et mort le 11 juin 1848 à Rabastens, homme politique.
- Lucie Bouniol (1896-1988), artiste peintre, a séjourné au château de Belbèze.

## Pour approfondir